# Весь мир театр (Акунин)
«Весь мир теа́тр» («театральный детектив») — роман российского писателя-беллетриста Бориса Акунина из серии «Новый детектив». Тринадцатая часть приключений сыщика Эраста Петровича Фандорина.
Акунин задумал серию «Приключения Эраста Фандорина» как краткое изложение всех жанров детектива, каждый роман представлял собой новый жанр. В данном романе действие разворачивается в театре и вокруг театра, отсюда и название.
В первый день продажи читателями было раскуплено по 300—500 экземпляров в каждом крупном московском магазине.

## Сюжет
Москва, 1911 год. К Фандорину обращается вдова А. П. Чехова Ольга Леонардовна Книппер-Чехова с просьбой помочь актрисе театра «Ноев Ковчег» Элизе Альтаирской-Луантэн. По мнению Книппер-Чеховой, Элизе угрожает серьёзная опасность.
Фандорин отправляется на спектакль «Бедная Лиза», в котором Альтаирская играет главную роль, и страстно в неё влюбляется. В конце спектакля Эраст Петрович становится свидетелем инцидента, когда в букете Элизы оказывается гадюка.
Под видом кандидата в драмотборщики (завлиты) сыщик проникает в театр и знакомится с труппой. Однако сосредоточиться на расследовании Фандорин не может — его всецело поглощают любовные переживания. По совету своего камердинера Масы, чтобы завоевать любовь актрисы, Эраст Петрович сочиняет пьесу «в японском духе» для театра «Ноев Ковчег», в которой Альтаирской отведена главная роль — гейши Идзуми.
Тем временем в театре начинают происходить убийства. Сначала отравлен премьер Смарагдов. Затем, во время премьеры пьесы Фандорина «Две кометы в беззвездном небе», в гримуборной Альтаирской убивают корнета Владимира Лимбаха — горячего поклонника актрисы.
Сама Альтаирская-Луантэн влюбляется в Фандорина и отдается ему, однако жестоко раскаивается в этом и вынуждена скрывать от сыщика свои чувства — она уверена, что её муж, хан Альтаирский, из ревности убивает всех её любовников, а также тех, кого подозревает в любовной связи с актрисой. Чтобы защитить Фандорина, Элиза рвёт свои отношения с ним.
Любовные страдания Фандорина усугубляются тем, он ревнует своего единственного друга и камердинера Масу к Элизе Альтаирской. Эраст Петрович надеялся, что главная мужская роль в пьесе достается ему, однако по стечению обстоятельств она достается Масе. Зная феноменальную популярность японца у женщин, Фандорин уверен, что у Масы роман с Альтаирской.
Фандорин пытается излечиться от любовного недуга и возвращается к расследованию. Улики выводят его на г-на Царькова, т. н. «Царя» — главу подпольной сети спекулянтов. Совместно с одним из актёров — бывшим армейским офицером — сыщик нападает на конспиративную квартиру Царя и допрашивает его. Однако Царю удаётся выскользнуть и скрыться за границей.
Тем временем меценат и покровитель театра, предприниматель Шустров делает Элизе Альтаирской предложение руки и сердца. Пока она раздумывает, Шустрова убивают — перерезают горло бритвой. Компаньон Шустрова — месье Симон — оказывается Сенькой Скориком (роман «Любовник Смерти»).
После окончательного объяснения с Элизой Эраст Петрович приходит в себя, к нему возвращаются былые дедуктивные способности и он вычисляет убийцу — но поздно. Преступник заминировал театр и собирается взорвать его вместе со всей труппой. Только благодаря находчивости и выдающимся физическим способностям Фандорину удаётся предотвратить взрыв.
В конце романа Элиза и Фандорин признаются друг другу в любви, и решают быть вместе, жить гражданским браком, не ограничивая свободу друг друга. При этом Элиза поставила одно твёрдое условие — никаких детей.

## Создание
- В романе сказано, что актёры часто страдают рефлекциоманией — не могут находиться в помещении без зеркал. Этот термин и саму «болезнь» придумал сам Акунин[2]. Также он придумал и "опробовал" в этом романе  глагол "гарировать"  - в смысле "парковать машину".
- По признанию Бориса Акунина, в романе «речь идёт об очень специфической форме брака — когда супружеская пара является не одной командой, работающей на кого-то одного, а союзом творческих личностей, у каждого из которых свой Путь. Тяжёлый случай и, по-моему, почти безнадёжный. Хотя исключения истории известны»[3].
- На иллюстрациях актёры театра «Ноев ковчег» и другие персонажи имеют портретное сходство с реальными людьми.

Штерн — Саид Багов;
Регинина — Алиса Фрейндлих;
Разумовский — Игорь Владимиров (интересный факт: в романе Регинина и Разумовский — бывшие муж и жена. В жизни Фрейндлих и Владимиров также долгое время были мужем и женой);
Лисицкая — Инна Чурикова, Татьяна Васильева;
Простаков — Евгений Леонов,
Дурова — Евдокия Германова,
Клубникина — Татьяна Доронина, Нина Корниенко, Тамара Сёмина;
Девяткин — Борис Плотников.
По признанию Бориса Акунина, портрет Альтаирской-Луантэн писался, отталкиваясь от образа молодой Марины Неёловой, «однако затем прошёл изрядную трансформацию».
Месье Симон (Сенька Скорик) — Сергей Есенин.
Шустров — Роман Абрамович.
- По правилам русского языка[4] в названии книги должно присутствовать тире: Весь мир — театр.
- В тексте книги Акунин даёт верную цитату из комедии Шекспира «Как вам это понравится»: Весь мир — театр. В нём женщины, мужчины — все актёры. («All the world is a stage, and all the men and women merely players».) У многих на слуху искажённая упрощённая версия этой цитаты: Весь мир — театр, а люди в нём — актёры[5].
- Исторически идея о переводе сценических постановок на киноплёнку, параллельно записывая голоса артистов, принадлежала актёру Александринского театра Александру Петровичу Пантелееву[6]

## Отзывы

### Критические
Литературный критик Галина Юзефович о книге:
Странный роман, в котором Эраст Петрович не столько расследует преступления, сколько томится от неразделённой любви к красивой, но глупой и жеманной актрисе. Вялый сюжет, совершенно не похожий на самого себя герой, опереточные страсти и развязка по принципу «ну надо же что-то со всем этим делать».